# Distillation par balancement de pression
La distillation par balancement de pression (pressure-swing distillation en anglais) est une technique de distillation de mélanges azéotropes qui consiste à adjoindre deux colonnes de distillation fonctionnant sous des pressions différentes. Elle tire parti du fait que la composition azéotropique d’un mélange peut dépendre de façon significative de la pression. Chacune des colonnes a pour rôle de séparer l’un des constituants du mélange.

## Description

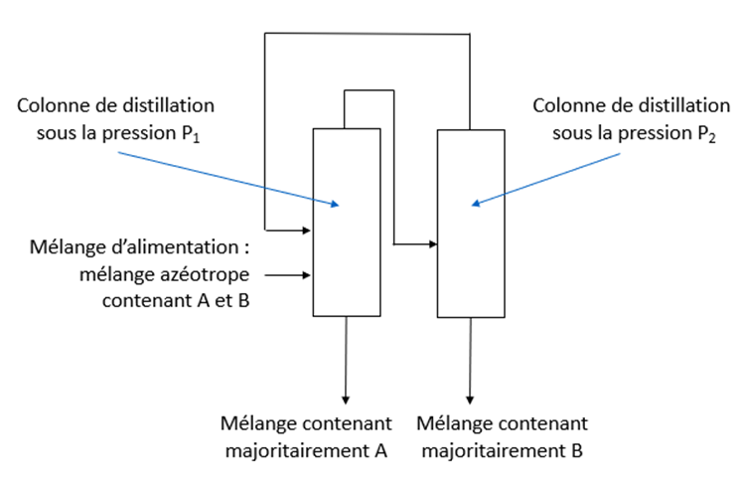
Schéma de procédé montrant un appareil de distillation par balancement de pression.

Dans la première colonne de distillation, qui est principalement utilisée à une pression faible, un des deux composants peut être soutiré pur au fond de la colonne, tandis que l'azéotrope est éliminé en tête de colonne, mais avec une composition différente de celle du mélange d’alimentation. Ce mélange est introduit dans la seconde colonne qui fonctionne à plus haute pression ce qui fait disparaître le mélange azéotrope. Dans la seconde colonne, le second composé est soutiré pur du fond, tandis qu'un mélange azéotrope est formé en tête. Ce dernier a de nouveau une composition significativement différente de celle du mélange d’alimentation. Ce mélange azéotrope est réintroduit dans la première colonne.

## Utilisations
La distillation par balancement de pression n'est utilisée que relativement rarement, car la dépendance à la pression de la composition azéotrope est rarement suffisante.
Un mélange de 5 % d'eau et de 95 % de tétrahydrofurane est un exemple d'un azéotrope qui peut être séparé économiquement en utilisant la distillation par balancement de pression. L’une des colonnes sera à 1 atm et l’autre à 8 atm. Les données suivantes montrent que le point azéotropique de 94 moles% de THF à 22 kPa passe à 70 moles% à 350 kPa.
| T [K]  | P [kPa] | xTHF [mol/mol] | xEau [mol/mol] | Source |
| ------ | ------- | -------------- | -------------- | ------ |
| 298,15 | 21,819  | 0,941          | 0,059          | [ 2 ]  |
| 337,87 | 101,325 | 0,828          | 0,172          | [ 3 ]  |
| 375,90 | 349,958 | 0,6975         | 0,3025         | [ 4 ]  |

## Propriétés
Dans l'ensemble, la distillation par balancement de pression est une méthode très robuste et pas très sophistiquée par rapport à la distillation multi-composants ou aux procédés membranaires, mais la demande en énergie est en général plus élevée. Le coût d'investissement des colonnes de distillation est également plus élevé, en raison de la pression à l'intérieur des cuves.